# قائمة أعلام البوسنة والهرسك
هذه قائمة بأعلام البوسنة والهرسك.

## العلم الوطني
| العلم | التاريخ     | الاستخدام           | الوصف |
| ----- | ----------- | ------------------- | --- |
|       | 1998 – الآن | علم البوسنة والهرسك | مستطيل أزرق به شريطة رأسية عريضة زرقاء على الجانب الأيمن و‌مثلث متساوي الساقين متاخم للشريطة وللحافة العليا من العلم وكذلك عشر نجوم بيضاء توازي وتر المثلث. |

## أعلام دون وطنية

### كيانات
| العلم | التاريخ     | الاستخدام                 | الوصف |
| ----- | ----------- | ------------------------- | --- |
|       | 1995 – 2007 | علم اتحاد البوسنة والهرسك | علم ثلاثي الألوان عمودي يتكون من اللون الأخضر (يرمز للبوشناق) و‌الأبيض و‌الأحمر (يرمز لكراوت البوسنة)، بوجود الشعار على الشريطة البيضاء العريضة وبه درع أخضر عليه زهرة الزنبق التي تمثل البوشناق و‌الدرع ذو المربعات يمثل كروات البوسنة. صوتت المحكمة الدستورية للبوسنة والهرسك ضد استخدام العلم الحالي للاتحاد معلنةً أنه غير دستوري. في 31 مارس 2007، وضعت المحكمة الدستورية قرارها في "الصحيفة الرسمية للبوسنة والهرسك" لتزيل العلم رسميًا وكذلك شعار اتحاد البوسنة والهرسك. |
|       | 1995 – الآن | علم جمهورية صرب البوسنة   | علم ثلاثي الألوان أفقي يتكون من اللون الأحمر والأزرق والأبيض ويشبه علم محافظة ميسيونس في الأرجنتين و‌علم روسيا معكوسًا وكذلك علم صربيا بدون الشعار مع اختلاف درجات الألوان. |

### أقاليم الاتحاد
| العلم | التاريخ     | الاستخدام                  | الوصف                                                                        |
| ----- | ----------- | -------------------------- | ---------------------------------------------------------------------------- |
|       | 1999 – الآن | علم كانتون يونا-سانا       |                                                                              |
|       | 2000 – الآن | علم كانتون بوسافينا        |                                                                              |
|       | 1999 – الآن | علم كانتون توزلا           |                                                                              |
|       | 2000 – الآن | علم كانتون زينيكا-دوبوي    |                                                                              |
|       | 2001 – الآن | علم كانتون بودريني البوسني |                                                                              |
|       | 2003 – الآن | علم كانتون البوسنة الوسطى  |                                                                              |
|       | 2004 – الآن | علم كانتون الهرسك-نيريتفا  |                                                                              |
|       | 2003 – الآن | علم كانتون غرب الهرسك      |                                                                              |
|       | 1999 – الآن | علم كانتون سراييفو         |                                                                              |
|       | 1996 – 1997 | علم كانتون 10              | يعد غير دستوري حسب محكمة الاتحاد الدستورية في 1997 لأنه "يمثل مجموعة واحدة". |

## أعلام عسكرية
| العلم | التاريخ     | الاستخدام                       | الوصف                                          |
| ----- | ----------- | ------------------------------- | ---------------------------------------------- |
|       | 1992 – 1995 | علم جيش جمهورية البوسنة والهرسك | علم جيش جمهورية البوسنة والهرسك اِعتُمِد في 1992. |

## أعلام وطنية تاريخية
| العلم | التاريخ     | الاستخدام | الوصف |
| ----- | ----------- | --- | --- |
|       | 1618        | راية مستخدمة للرمز إلى "راما" في حفل تتويج فرديناند الثاني ملكًا للمجر. | علم مبلوع الذيل معكوس؛ حقل أزرق سماوي به شعار نبالة ودرع.                                                                 |
|       | عقد 1760    | علم الهرسك الغربية الذي استخدمه ملاك الأراضي البوشناق عند المناطق الحدودية في جنوب وغرب الهرسك. وكان العلم عادةً ما يستخدم في الحروب. واصطحبه القوات البوسنية في حصار خوتين الثاني. | علم مبلوع الذيل؛ حقل أخضر به هلال ونجمة بيضاوان يشيران نحو الرافعة.                                                       |
|       | 1831        | علم ثورة البوسنة بقيادة حسين غراداشفيتش في عقد 1830 للمطالبة بالاستقلال عن الحكم العثماني.                                                                                         | علم أخضر به هلال ونجمة صفراوان يشيران عكس الرافعة.                                                                        |
|       | 1878        | علم البوسنة المستقلة في 1878. | مشابه للعلم الذي استخدم في في ثورة حسين غراداشفيتش ولكن الهلال مُقوَّس أكثر ليشبه رمز الهلال الإسلامي.                       |
|       | 1878 – 1908 | علم الإقليم البوسني المحتل من الإمبراطورية النمساوية المجرية | علم يتكون من اللونين الأحمر والأصفر وبه درع. علم إقليم الهرسك كان مشابهًا ولكن اللونين معكوسين.                            |
|       | 1908 – 1918 | علم البوسنة والهرسك بعد الاحتلال النمساوي المجري للبوسنة والهرسك | علم ثنائي اللون يتكومن من الأحمر والأصفر.                                                                                 |
|       | 1945 – 1991 | علم جمهورية البوسنة والهرسك الاشتراكية بداخل يوغوسلافيا وعلم الحزب الشيوعي في البوسنة والهرسك                                                                                      | مشابه لعلم يوغوسلافيا القديم. حقل أحمر (يمثل الاشتراكية و‌الشيوعية في يوغوسلافيا آنذاك) بوجود العلم اليوغوسلافي عند الرأس. |
|       | 1992 – 1998 | علم جمهورية البوسنة والهرسك | حقل أبيض وبه زهرة الزنبق البوسنية بالمنتصف.                                                                               |

## أعلام مقترحة

### الاقتراحات الأولى
| العلم | التاريخ          | الاستخدام                                       | الوصف                                                                                           |
| ----- | ---------------- | ----------------------------------------------- | ----------------------------------------------------------------------------------------------- |
|       | مقترح ولم يستخدم | البديل الأول في المجموعة الأولى من الاقتراحات.  | مشابه لعلم التشيك. العلم يتكون من اللونين الأفقيين الأخضر والأحمر ومثلث أزرق بالقرب من السارية. |
|       | مقترح ولم يستخدم | البديل الثاني في المجموعة الأولى من الاقتراحات. | مشابه لعلم الأمم المتحدة. حقل أزرق فاتح بغصن من القمح.                                          |
|       | مقترح ولم يستخدم | البديل الثالث في المجموعة الأولى من الاقتراحات. | حقل أزرق فاتح بحدود خريطة البوسنة والهرسك.                                                      |

### الاقتراحات الثانية
| العلم | التاريخ          | الاستخدام                                        | الوصف |
| ----- | ---------------- | ------------------------------------------------ | --- |
|       | مقترح ولم يستخدم | البديل الأول في المجموعة الثانية من الاقتراحات.  | علم ثلاثي الألوان قُطري يتكون من الأزرق والأبيض والأحمر برسمة زرقاء لخريطة البوسنة والهرسك حدودها صفراء بداخل دائرة مكونة من 10 نجوم خماسية صفراء. |
|       | مقترح ولم يستخدم | البديل الثاني في المجموعة الثانية من الاقتراحات. | علم ثلاثي الألوان قُطري يتكون من الأزرق والأبيض والأحمر برسمة زرقاء لخريطة البوسنة والهرسك حدودها صفراء بداخل دائرة مكونة من 12 نجمة خماسية صفراء. |
|       | مقترح ولم يستخدم | البديل الثالث في المجموعة الثانية من الاقتراحات. | علم ثلاثي الألوان قُطري يتكون من الأزرق والأبيض والأحمر برسمة صفراء لخريطة البوسنة والهرسك حدودها خضراء بداخل غصني زيتون أخضرين.                   |
|       | مقترح ولم يستخدم | البديل الرابع في المجموعة الثانية من الاقتراحات. | علم ثلاثي الألوان أفقي يتكون من الأزرق والأبيض والأحمر برسمة صفراء لخريطة البوسنة والهرسك حدودها خضراء بداخل غصني زيتون أخضرين.                   |

### الاقتراحات الثالثة
| العلم | التاريخ                     | الاستخدام                                                            | الوصف |
| ----- | --------------------------- | -------------------------------------------------------------------- | --- |
|       | مقترح واِستُخدم قليلاً في 1998 | البديل الأول في المجموعة الثالثة من الاقتراحات (اقتراحات وستندورب).  | مماثل للعلم الوطني المعتمد، ولكن بخلفية زرقاء فاتحة والتي تستخدمها الأمم المتحدة.                                  |
|       | مقترح ولم يستخدم            | البديل الثاني في المجموعة الثالثة من الاقتراحات (اقتراحات وستندورب). | حقل لونه أزرق فاتح كالذي تستخدمه الأمم المتحدة بشريطتين بيضاوتين وثلاث شرائط ذهبية متداخلة لتكون مستطيلاً بالمنتصف. |
|       | مقترح ولم يستخدم            | البديل الثالث في المجموعة الثالثة من الاقتراحات (اقتراحات وستندورب). | حقل لونه أزرق فاتح كالذي تستخدمه الأمم المتحدة بخمس شرائط بيضاء وخمس شرائط ذهبية متداخلة لتكون مثلثًا بالمنتصف.     |